# Valentino Ravnić
Valentino Ravnić (født 20. juli 1995 i Zadar, Kroatien) er en kroatisk håndboldspiller som spiller for RK Zagreb og Kroatiens herrehåndboldlandshold.
Han deltog under EM i håndbold 2020 i Sverige/Østrig/Norge.